# 25 (album Bartka Wrony)
25 – trzeci solowy album Bartka Wrony, wydany w 2007 roku przez wytwórnię Fonografika.

## Lista utworów
1. Tango – this love (wersja radiowa) – 03:29 (muz. Karol Kus, sł. Bartek Wrona/Katarzyna Rościńska)
2. Dzieci nocy – 03:48 (muz. Karol Kus, sł. Bartek Wrona)
3. Mój Amsterdam (wersja radiowa) – 03:26 (muz. Karol Kus, sł. Bartek Wrona)
4. Światło w środku nocy – 04:11 (muz. Karol Kus, sł. Bartek Wrona)
5. Potrafią żyć – 03:14 (muz. Karol Kus, sł. Bartek Wrona)
6. Jeszcze kręci się – 03:39 (muz. Karol Kus, sł. Bartek Wrona)
7. Nie stać mnie na gest – 03:34 (muz. Karol Kus, sł. Ewa Brachun)
8. Niewygodny świat – 03:42 (muz. Tomasz Rożek, sł. Karol Kus)
9. Tango – this love (wersja hause) – 03:50 (muz. Karol Kus, sł. Bartek Wrona/Katarzyna Rościńska)
10. Mój Amsterdam (wersja specjalna) – 03:52 (muz. Karol Kus, sł. Bartek Wrona)